# Bernhard Kollmann
Bernhard Kollmann (10. října 1833 Temešvár – 26. ledna 1885 Vídeň) byl rakouský podnikatel v oboru městské hromadné dopravy. Spolu se Zdenkem Kinským se zasadil o vznik pražské koněspřežné tramvaje.

## Pražská koňka
Roku 1872 se Bernhard Kollmann spolu s hrabětem Zdenkem Kinským rozhodli zřídit v Praze a okolí koněspřežnou pouliční dráhu. Protože dráha měla podle plánu vést přes tři města, Prahu, Karlín a Smíchov, museli jednání vést se všemi třemi městy. Smlouvu s Prahou se jim povedlo uzavřít 11. března 1873. Ve smlouvě např. stálo, že stavba trati měla začít do tří měsíců po obdržení úředně potvrzených plánů, dále že trať měla být jednokolejná, a také to že pokud by stavba nebyla dokončena do dvou let od udělení souhlasu, měl být souhlas zrušen do čtrnácti dnů po uplynutí termínu. Aby oba podnikatelé získali potřebný kapitál, založili akciovou společnost nazvanou Anglicko-česká tramwayová společnost. Trať se jim vybudovat nepodařilo, protože přišel krach na vídeňské burze a následná hospodářská krize. Stavbu trati v Praze po nich později přejal a financoval belgický podnikatel Eduard Otlet. Kollman se stal generálním ředitelem Otletovy Akciové společnosti Pražské tramwaye, která pražskou koněspřežnou tramvaj od 23. září 1875 provozovala.

## Brněnská koňka
Po zřízení pražské koňky projevil Kollmann zájem o znovuobnovení provozu koněspřežné tramvaje v Brně, která z finančních důvodů přestala jezdit na podzim 1874. Počátkem roku 1876 podepsal s městem šestiletou smlouvu a 4. června toho roku vyjely pod jeho vedením do brněnských ulic opět tramvaje. Oproti předchozím letům zajišťovala jeho společnost Brünner Tramway-Unternehmung (česky oficiálně Brněnská správa tramwayská) provoz jen na jediné trati z Králova Pole kolem nádraží do Pisárek, a to pouze v letní sezóně. Podnik však opět měl hospodářské problémy, proto chtěl po městu subvence, také se mu podařilo nalézt vhodného partnera v podobě Moritze Kleina, který financoval koně a zásoby. V roce 1879 vyzkoušel Kollmann na brněnské trati parní tramvajovou lokomotivu. Provoz brněnské koňky byl ukončen 3. října 1880 a další rok již z finančních důvodů obnoven nebyl. Smlouva Kollmannovi vypršela koncem roku 1881.

## Štýrskohradecká koňka
V únoru 1878 uzavřel Kollmann smlouvu se Štýrským Hradcem na stavbu a provoz tamní koněspřežné tramvaje. První úsek od jižního nádraží (nynější hlavní nádraží) přes centrum města na náměstí Jakominiplatz byl zprovozněn již 8. června 1878 po 24 dnech výstavby. Do roku 1880 se síť dočkala několika prodloužení.

## Úmrtí
Svobodný a bezdětný Bernhard Kollman zemřel 26. ledna 1885 ve Vídni. Jeho polorodá sestra Katharina Markbreiterová (rozená Kollmannová), vdaná za ředitele Kollmannova podniku provozujícího ve Štýrském Hradci tramvaje, po něm pojmenovala vilu, kterou si s manželem v letech 1886–1887 ve městě postavili (Villa Kollmann v ulici Elisabethstraße ve Štýrském Hradci).